# 65 Cybele
65 Cybele је астероид са пречником од приближно 237,26 km.
Афел астероида је на удаљености од 3,805 астрономских јединица (АЈ) од Сунца, а перихел на 3,062 АЈ.
Ексцентрицитет орбите износи 0,108, инклинација (нагиб) орбите у односу на раван еклиптике 3,562 степени, а орбитални период износи 2324,205 дана (6,363 година).
Апсолутна магнитуда астероида је 6,62 а геометријски албедо 0,070.
Астероид је откривен 8. марта 1861. године.